# Alfonso Gomez-Rejon
Alfonso Gomez-Rejon est un réalisateur, producteur et acteur américain, né le 6 novembre 1972 à Laredo au Texas.

## Filmographie

### Réalisateur
- 2010-2012 : Glee (8 épisodes)
- 2011-2014 : American Horror Story (12 épisodes)
- 2013 : The Carrie Diaries (1 épisode)
- 2014 : Red Band Society (1 épisode)
- 2014 : The Town That Dreaded Sundown
- 2015 : This Is Not a Love Story (Me and Earl and the Dying Girl)
- 2016 : Citizen (1 épisode)
- 2017 : The Current War : Les Pionniers de l'électricité (The Current War)
- 2018 : Feeding Ground

### Producteur
- 2013-2014 : American Horror Story (13 épisodes)
- 2014 : Red Band Society (1 épisode)
- 2016 : Citizen (1 épisode)
- 2016 : Margot vs. Lily

### Acteur
- 1995 : Casino : le tireur
- 1998 : Vous avez un message : un invité à la fête
- 2000 : Le Bon Numéro : le journaliste

### Assistant-réalisateur
- 2000 : Le Bon Numéro
- 2005 : Ma sorcière bien-aimée
- 2006 : Babel
- 2009 : Jeux de pouvoir
- 2009 : Julie et Julia
- 2010 : Mange, prie, aime
- 2011 : L'Aigle de la Neuvième Légion
- 2011 : American Horror Story (1 épisode)
- 2012 : Argo